# Dialetto intrese
Il dialetto intrese è un dialetto lombardo parlato nella regione storica dell'Intra e nella valle Intrasca, nella provincia del Verbano-Cusio-Ossola. fa parte dei dialetti lombardi occidentali o insubri, ha quindi una forte influenza milanese ma è, come il resto dei dialetti lombardi in Piemonte, influenzato dalle vicine parlate piemontesi, è un dialetto ancora presente nella comunità, sia in modo scritto, sia in modo orale, infatti, se il dialetto viene parlato da meno di 10.000 persone, viene capito da quasi tutti gli abitanti della regione storica. 

## Storia
La prima volta che l'intrese apparve su carta fu nel 1715 grazie a dei testi appartenenti alla "Badia dei facchini del Lago Maggiore", un'associazione fondata da facchini intresi. Dal 1798 fino al 1861 il dialetto non venne citato in alcun testo; dopo l'unificazione d'Italia iniziarono ad apparire testi e giornali in intrese.

## Uso oggi
Se fino al 1900 veniva parlato come lingua nativa dagli abitanti intresi, dal 1960 ad oggi si ha avuto un rapido calo di locutori del dialetto; nonostante ciò, ancora adesso il dialetto è presente nella cultura intrese, i giornali locali riservano sempre una parte della prima pagina al dialetto lombardo. In più ogni anno sono presenti molti spettacoli in dialetto, forniti dalla "cumpagnia dul dialett da intra" un gruppo teatrale che traduce varie commedie italiane e internazionali in dialetto.

## Gruppo dialettale
L'intrese è un dialetto lombardo insubre (o occidentale), fa parte insieme agli altri dialetti verbanesi, ossolani e novaresi ai dialetti lombardi parlati in Piemonte, si possono notare infatti alcuni influenze dalle parlate piemontesi su questi dialetti.